# Noah (zespół muzyczny)
Noah (dawniej Peterpan, zapis stylizowany: NOAH) – indonezyjski zespół pop-rockowy z Bandungu. Został założony w 2000 roku.
Grupa liczy trzech stałych członków, są nimi: Nazril Irham (Ariel), Loekman Hakim i David Kurnia Albert.
Od 2015 roku formacja sprzedała ponad 9 mln albumów w Indonezji (doniesienia z 2020 roku), a dwa spośród ich albumów znalazły się w zestawieniu najlepiej sprzedających się indonezyjskich albumów wszech czasów (Bintang di Surga na pozycji 3., Seperti Seharusnya na pozycji 6.).
Zespół zyskał szeroką popularność w sąsiedniej Malezji (wówczas jeszcze pod nazwą Peterpan).

## Dyskografia
- 2000: Taman Langit [sprzedaż: 850.000]
- 2004: Bintang Di Surga [sprzedaż: 3.200.000]
- 2005: Menunggu Pagi [sprzedaż: 1.200.000]
- 2007: Hari Yang Cerah [sprzedaż: 745.000]
- 2008: Sebuah Nama Sebuah Cerita [sprzedaż: 230.000]
- 2012: Seperti Seharusnya [sprzedaż: 1.300.000]